# Prowincja Rzym
Prowincja Rzym (wł. Provincia di Roma) – prowincja we Włoszech istniejąca od 1870 roku do 31 grudnia 2014 roku. 1 stycznia 2015 roku z terenów prowincji utworzono Miasto Stołeczne Rzym.